# سولیا
سولیا (به اسپانیایی: Zulia) یکی از ایالت‌های ۲۳گانهٔ ونزوئلا است که در بخش شمال غربی این کشور واقع شده‌است. 
مرکز این ایالت، شهر ماراکایبو است.

## خصوصیات
سولیا ۳٬۷۰۴٬۴۰۴ نفر جمعیت دارد.